# 斯卡爾佩島 (外赫布里底群島)

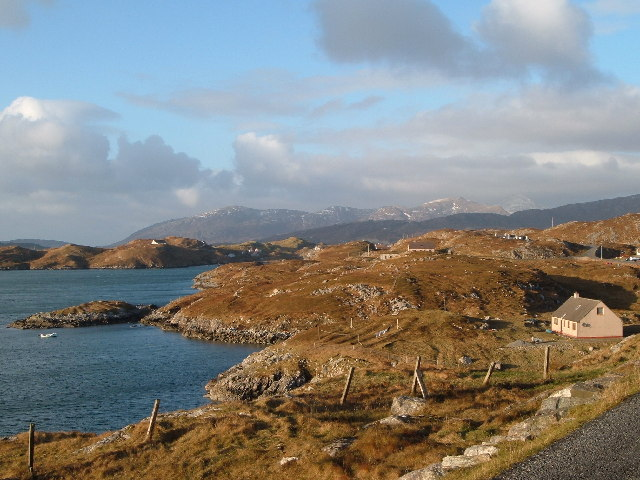

斯卡爾佩島是蘇格蘭的島嶼，位於劉易斯-哈里斯島東南面的大西洋海域，屬於外赫布里底群島的一部分，面積6.53平方公里，最高點海拔高度104米，2001年人口322。
57°52′13″N 6°41′33″W / 57.8703°N 6.6924°W